# Och! Turnau Och-Teatr 18 V 2011
Och! Turnau Och-Teatr 18 V 2011 – drugi album koncertowy Grzegorza Turnaua wykonawcy poezji śpiewanej, zarejestrowany w Och Teatrze w Warszawie wydany 17 października 2011 roku. 
Album wydany został w pięciu formatach: CD, LP, DVD, blu-ray oraz jako limitowany box zawierający CD, LP, i DVD. Każdy różni się repertuarowo - płyta CD zawiera 16 utworów i trwa 71:24 minut, LP (czarny winyl, 180g) 10 utworów i ok. 44 minut, DVD i blu-ray 23 utwory + utwory grane na bis (ok. 140 minut). Dodatkowo na DVD i blu-ray znajdzie się teledysk do utworu „Na plażach Zanzibaru”, wraz z reportażem o kulisach jego powstania.
Miejsce nagrania zostało specjalnie wybrane ze względu na oryginalny układ sceny. W Och-teatrze publiczność patrzy na aktorów, wykonawców z dwóch stron.

## Lista utworów
| 1.  | Intro „Fabryka”             | 1:47    |
|     |                             |         |
| 2.  | Lubię duchy                 | 5:35    |
|     |                             |         |
| 3.  | Czułość                     | 4:29    |
|     |                             |         |
| 4.  | 11:11                       | 3:35    |
|     |                             |         |
| 5.  | Uno Memento Mortis          | 4:30    |
|     |                             |         |
| 6.  | Motyliada                   | 4:52    |
|     |                             |         |
| 7.  | Nowomowa                    | 2:20    |
|     |                             |         |
| 8.  | Naprawdę nie dzieje się nic | 5:14    |
|     |                             |         |
| 9.  | Nie oglądaj się na niebo    | 3:50    |
|     |                             |         |
| 10. | Dobrani do pary             | 3:20    |
|     |                             |         |
| 11. | Przepakowania               | 4:25    |
|     |                             |         |
| 12. | Idę cienistą stroną ulicy   | 5:10    |
|     |                             |         |
| 13. | Gdy poezja                  | 4:05    |
|     |                             |         |
| 14. | Co Za tym pagórkiem         | 5:09    |
|     |                             |         |
| 15. | Jak linoskoczek             | 4:31    |
|     |                             |         |
| 16. | Wszystko co piękne          | 3:23    |
|     |                             |         |
| 17. | Między ciszą a ciszą        | 4:09    |
|     |                             |         |
|     |                             | 1:10:24 |
|     |                             |         |

## Wykonawcy
- Grzegorz Turnau - śpiew, fortepian
- Mariusz Pędziałek - obój
- Leszek Szczerba - saksofon, klarnet
- Cezary Konrad - perkusja
- Michał Jurkiewicz - instrumenty klawiszowe, skrzypce
- Jacek Królik - gitary
- Robert Kubiszyn - gitara basowa, kontrabas
- Dorota Miśkiewicz - wokal, chórki
- Barbara Gąsiennica-Giewont - wokal, chórki